# Floquet de Neu
|  | Aquest article tracta sobre el goril·la. Si cerqueu la pel·lícula d'animació, vegeu «Floquet de neu (pel·lícula)». |

Floquet de Neu (Guinea Equatorial, c. 1964 - Barcelona, 24 de novembre de 2003) era un goril·la occidental (Gorilla gorilla), de la subespècie goril·la de les planes occidental (G. g. gorilla). Va ser la principal atracció del Parc Zoològic de Barcelona per ser l'únic goril·la albí conegut. Es calcula que havia nascut cap al 1964 i va morir per eutanàsia el 24 de novembre del 2003 a Barcelona. Tenia uns 39 anys al moment de la seva mort, força més que la mitjana de 25 anys que sol viure un goril·la en llibertat.

## Nom
El nom original en fang era Nfumu Ngui ("goril·la blanc"), i Jordi Sabater el va anomenar Floquet de Neu. Inicialment presentat a Tele/eXpres com Blancaneus, va fer fortuna el nom de Sabater quan la revista de la National Geographic el va treure en portada del març del 1967 amb el nom Snowflake. El nom va tenir ressò a la premsa (Stern, Life, Paris-Match) i va ser traduït al castellà com a Copito de Nieve. Sabater mateix l'anomenava Floquet o Copi, i els últims anys Nfumu. L'asteroide 95962 Copito, descobert per l'astrònom J. Manteca des de l'observatori de Begues, rebé aquest nom en honor seu.

## Biografia
Va ser capturat als afores de la ciutat de Nko (Mbini, actualment Guinea Equatorial), a la selva, l'1 d'octubre de 1966 per un caçador anomenat Benito Mañé, de l'ètnia fang, que va abatre una parella de goril·les, i que va trobar el petit goril·la blanc abraçat a sa mare. Mañé el va mantenir 4 dies a casa abans de portar-lo al mercat de Bata. Ja al mercat, els mercaders el mantenien com una atracció curiosa. Van avisar Jaume Aixalà i Bové, un treballador d'una empresa pesquera, per si estava interessat a comprar el goril·la. Com que no estava interessat, va informar el primatòleg Jordi Sabater i Pi de l’existència d’aquell petit animal blanc. Al principi, Sabater es va mostrar molt escèptic i no s’ho acabava de creure, fins que finalment el van portar al mercat. Uns dies després, Sabater va pactar amb els venedors indígenes: si el goril·la resistia una setmana, els pagaria el preu acordat de 20.000 pessetes; si moria, els tornaria el cadàver. Sabater era el conservador del Centre d'Experimentació Zoològica d'Ikunde, dependent del Zoo de Barcelona. L'1 de novembre de 1966 va ser portat a Barcelona i posteriorment al Parc Zoològic.
El dia de Sant Josep de 1967 va ser rebut en audiència oficial per l'alcalde Josep Maria de Porcioles. Com a curiositat s'explica que va defecar mentre era assegut a la cadira del despatx de Porcioles.
A causa de ser l'únic goril·la albí del món va fer que ràpidament es convertís en un animal emblemàtic de la ciutat de Barcelona. Tot i que va arribar a tenir 22 descendents, cap va heretar el color blanc característic. Des del 2001 patia un tipus de càncer de pell poc comú, possiblement perquè -en ser albí- la seva pell rebia un excés de radiació solar. El setembre de 2003 es va anunciar que s'estava morint i al mes següent se li va aplicar l'eutanàsia.
Un gran nombre de cartes han arribat al Zoo de Barcelona demanant la clonació de Floquet de Neu, la qual cosa el converteix en un dels animals més sol·licitats per ser clonats. Això seria possible, ja que el zoològic ha guardat mostres del seu ADN.

## En la cultura popular
L'any 2003, l'escriptor Toni Sala va publicar una biografia en forma d'autobiografia de Floquet de Neu amb el títol Goril·la blanc. El mateix any, Joan Carreras en narra la seva mort, abans que es produeixi el decés real, a la novel·la Qui va matar el Floquet de Neu .
El 2011 es va estrenar la pel·lícula d'animació Floquet de neu, protagonitzada pel mateix Floquet de Neu i Elsa Pataky.